# Zygophyllum uitenhagense
Zygophyllum uitenhagense är en pockenholtsväxtart som beskrevs av Otto Wilhelm Sonder. Zygophyllum uitenhagense ingår i släktet Zygophyllum och familjen pockenholtsväxter. Inga underarter finns listade i Catalogue of Life.